# M'glentsé
M'glentsé ou M'glence (en macédonien М'гленце) est un village du nord de la Macédoine du Nord, situé dans la municipalité de Staro Nagoritchané. Le village comptait 84 habitants en 2002. Il est majoritairement serbe. C'est le village le plus septentrional du pays.

## Démographie
Lors du recensement de 2002, le village comptait :
- Macédoniens : 33
- Serbes : 51